# Editorial Universitaria de la Costa
La Editorial Universitaria de la Costa (EDUCOSTA) es la editorial de la Universidad de la Costa y se especializa en la edición y divulgación de material académico y científico como libros, revistas y artículos. Durante la década de 2010 fue reconocida como una de las mejoras editoriales de Colombia por parte del Departamento Administrativo de Ciencia, Tecnología e Innovación, al obtener la posición 28 de 76 editoriales del país, según la convocatoria 579 del 2012 correspondiente al Proceso de Registro de Editoriales Nacionales.
La editorial fue fundada en 2004 y está conformada por un comité editorial, directores, autores, editores y comités editoriales y científicos. En todo el proceso de edición, también intervienen los denominados diagramadores y correctores de estilo.
Las publicaciones de EDUCOSTA se encuentran en formato impreso y digital. La gran mayoría de las revistas científicas están indexadas en diversas bases de datos e índices bibliográficos y poseen un alcance nacional e internacional. La editorial posee su propia plataforma en línea, la cual sirve como base para la lectura de sus publicaciones y está dirigida a lectores, estudiantes, profesores e investigadores.

## Historia
La Editorial Universitaria de la Costa fue fundada en 2004 por el Consejo Directivo de la Universidad de la Costa. Nació por la necesidad de divulgar material académico, docente, investigativo y científico en las distintas áreas del saber.
Se especializa en la publicación de artículos, revistas y libros de carácter científico, con los más latos estándares de calidad. Estas se editan principalmente en idioma español e inglés. Por su naturaleza, sus principales clientes y/o consumidores son las bibliotecas universitarias.
EDUCOSTA es una editorial que cuenta con el reconocimiento del Departamento Administrativo de Ciencia, Tecnología e Innovación (Colciencias), bajo la resolución n.º 01599 de 2012. Esto le ha permitido posicionarse a nivel local y nacional como una de las mejores editoriales, gracias a la calidad de sus investigaciones y publicaciones. La revista INGE CUC, especializada en temas relacionados con la ingeniería y la tecnología, se ha posicionado como la mejor revista de ingeniería de la ciudad de Barranquilla después de haber alcanzado la categoría B de Publindex.

## Áreas de publicación
La editorial está especializada en las siguientes áreas:
- Ingeniería
- Ingeniería y tecnología
- Derecho
- Arquitectura
- Economía
- Educación
- Cultura
- Neurociencia
- Administración
- Finanzas
- Relaciones internacionales
- Psicología
- Sociología
- Trabajo social

## Revistas
La editorial cuenta con 9 revistas científicas de calidad:
- INGE CUC
- Jurídicas CUC
- Módulo Arquitectura CUC
- Económicas CUC
- Cultura Educación y Sociedad
- Boletín de Innovación, Logística y Operaciones
- Latin American Developments in Energy Engineering
- Computer and Electronic Sciences: Theory and Applications
- Journal of Applied Cognitive Neuroscience